# Migmatitovaya Rock
Der Migmatitovaya Rock (russisch Скала Мигматитовая Skala Migmatitowaja, norwegisch Migmatittknausen, beiderseits übersetzt Migmatitfelsen) ist eine Felsformation im ostantarktischen Königin-Maud-Land. Der Felsen ragt 5 km nordöstlich des Terletskiy Peak am Ende eines Felssporns im Schtscherbakowgebirge der Orvinfjella auf.
Luftaufnahmen der Deutschen Antarktischen Expedition 1938/39 unter der Leitung des Polarforschers Alfred Ritscher dienten einer ersten groben Kartierung. Norwegische Kartographen kartierten ihn anhand von Vermessungen und Luftaufnahmen der Dritten Norwegischen Antarktisexpedition (1956–1960). Teilnehmer einer von 1960 bis 1961 dauernden sowjetischen Antarktisexpedition kartierten ihn erneut und benannten ihn. Namensgebend ist das hier vorherrschende Migmatitgestein. Das Advisory Committee on Antarctic Names übertrug die russische Benennung 1970 in einer Teilübersetzung ins Englische.